# Кіркленд (Квебек)
Кіркленд (фр. Kirkland, англ. Kirkland) — місто в провінції Квебек, Канада. Розташований на північний захід від Монреаля. Названий так на честь лікаря, канадського політичного діяча Шарль-Еме Кіркленда, що виступав як ліберальний депутат Законодавчих Зборів Квебеку в провінційному виборчому окрузі Жак Картьє, з 1939 до своєї смерті в 1961 році.

## Історія
На початку шістдесятих років, місто було поділено на дві частини, у результаті будівництва автомагістралі транс-канада, яка перетинає острів Монреаль зі сходу на захід і збігається з ділянкою автодороги Félix-Leclerc. Динамізм міста до того часу виявився значно зміненим і забезпечує розвиток великого промислового парку, що приносить значний прибуток для міста і його жителів. Інші географічні райони міста зберігаються для розвитку житлових районів.
У 2002 році місто і кілька інших автономних муніципальних утворень острова Монреаля були об'єднані у великому місті. Це об'єднання, влаштоване законопроєктом квебекської Партії, яка була тоді у влади оскаржене на референдумі, який дозволив місту відновитися від 1 січня 2006 року.

## Демографія
| 1966 | 1971 | 1976 | 1981  | 1986  | 1991  | 1996  | 2001  | 2006  | 2011  |
| ---- | ---- | ---- | ----- | ----- | ----- | ----- | ----- | ----- | ----- |
| 659  | 2920 | 7476 | 10476 | 13376 | 17495 | 18678 | 20434 | 20491 | 21253 |

| Мова                     | Населення | Процентне відношення (%) |
| ------------------------ | --------- | ------------------------ |
| Англійська               | 9 185     | 44,9 %                   |
| Французька               | 4 850     | 23,7 %                   |
| Англійська та Французька | 335       | 1,6 %                    |
| Інші мови                | 6,090     | 29,8 %                   |